# Пярну
Пя́рну (эст. Pärnu, рус. Пернов, нем. Pernau) — портовый город на юго-западе Эстонии с населением 40 700 жителей (2017), является четвёртым по величине и по численности населения городом в Эстонии.
Пярну является главным курортом Эстонии на побережье Балтийского моря. Город расположен около устья одноимённой реки Пярну, на пути из Риги в Таллин. Город располагает длинным и живописным песчаным пляжем в северной части Рижского залива. Местонахождение, климат и пляж определили курортный статус Пярну ещё с XIX века, когда с 1838 года здесь начали строиться первые пансионаты.

## Географическое положение
Город расположен на берегу Пярнуского залива, являющегося частью Рижского залива. В черте города в реку Пярну впадает её приток — Сауга. Недалеко от Пярну в водах залива расположен небольшой остров Кихну. Расстояние от столицы Эстонии Таллина — около 128 км, до столицы Латвии Риги — около 175 км.

## История
Официальным годом основания города считается 1251. В этом году епископ Сааре-Ляэнеский (Эзельвикский) переехал из старой резиденции Лихула в замок Пероне на правом берегу реки Пярну. В том же году Пероне получил права города. В 1263 году во время военного похода литовцев Пероне был разрушен. Новый город стал расти преимущественно на левом берегу реки на территории Тевтонского ордена, в связи с чем закрепилась немецкая форма названия — Пернау. Был членом Ганзейского союза и имел большое значение для всей Лифляндии как незамерзающий морской порт.
В 1581 году Пернов и Ругодив названы в царской грамоте укра́инными городами.
После Ливонской войны перешёл во владение Швеции. По результатам Польско-шведской войны (1600—1611) годов город с марта 1609 по июнь 1617 находился под властью Речи Посполитой, а затем снова отошёл к Швеции. Подробнее данные события описаны в статье Взятие Пернау.

### В составе Российской империи
В ходе Северной войны в 1710 году перешёл во владение Российской империи и стал называться Пернов, что и было закреплено Ништадтским мирным договором от 1721 года. В 1710 году в городе был основан первый православный приход. В Пернове проживал Абрам Петрович Ганнибал — сподвижник Петра Великого и прадед Пушкина. О жизни Ганнибала в Пернове поэт Давид Самойлов написал поэму.
Последующие 200 лет были мирными в истории города. Пернов стал одним из главных русских портов на Балтийском море — в XVIII веке через него вывозилось больше товаров, чем через Ревельский (Таллинский) порт. В 1860-х годах в устье реки были насыпаны каменные пирсы (молы) для предотвращения засорения устья реки. В 1843 году Пернов перестал быть укреплённым городом. Многие крепостные постройки были срыты, а оставшиеся начали использоваться для прогулок по городу. Тогда же началось превращение Пернова в курортный город. Первые купальни были построены в 1837 году. Административно являлся уездным городом в составе Лифляндской губернии.
В городе развивалась и промышленность. В 1913 году в Пернове было 15 предприятий (крупнейшее — целлюлозно-бумажная фабрика «Вальдгоф»). В ходе Первой мировой войны в 1915 г. на рейде Пернова появились немецкие корабли и, из-за опасений высадки немецкого десанта, по приказу коменданта города фабрика «Вальдгоф» была взорвана. Попытка установления Советской власти была сорвана из-за оккупации города немецкими войсками 25 февраля 1918 г.
- Карта Пернова 1889 года
- План Пернова и его окрестностей, конец XIX века
- Карта Перновского порта, 
1910-е годы

### В Первой Эстонской республике
В 1919 году Пернов был переименован в Пярну. В городе развивались текстильная промышленность. Была основана льняная фабрика. В 1924 году Коммунистической партией Эстонии была предпринята попытка восстания. Однако, из-за подавления главного очага восстания в Таллине, планы заговорщиков в Пярну остались неосуществлёнными.
В Пярну строились виллы, гостиницы, открывались кафе, рестораны, казино. В 1937 году в Пярну отдыхали около 7 тысяч человек, из них более 4 тысяч иностранцев.
В 1939 году отмечалось 100-летие курорта Пярну. По этому поводу была выпущена специальная серия почтовых марок.

### В годы Второй мировой войны
В соответствии с секретным дополнительным протоколом о разграничении сфер интересов к Договору о ненападении между Германией и Советским Союзом от 23 августа 1939 года Эстония вошла в зону интересов СССР. Вскоре по требованию СССР на территории в Эстонии были размещены советские военные базы. 20 июня 1940 года в Пярну была провозглашена Советская власть. Начались репрессии против жителей города. Промышленные предприятия были национализированы.
В самом начале Великой Отечественной войны, 8 июля 1941 года, немецкие войска заняли Пярну. Немецкими оккупационными властями и членами эстонской военизированной организации «Омакайтсе» было расстреляно около тысячи граждан, включая 137 евреев, из которых 34 были дети.
Вторая мировая война прервала развитие курорта.
23 сентября 1944 года Пярну был освобождён в ходе Таллинской операции от немецких оккупантов войсками Ленинградского фронта под командованием маршала Л. А. Говорова. Москва салютовала освобождению Пярну 23 сентября 1944 года в 23 часа двенадцатью залпами из 124 орудий.

### В советский период
В послевоенное время в городе был построен крупный рыбоконсервный комбинат. Развивались текстильная и деревообрабатывающая промышленность.
Ускоренно развивался и курорт. Были открыты санатории «Эстония», «Сыпрус», «Раху», «Тервис».
В Пярну ежегодно отдыхали десятки тысяч человек из всех регионов СССР. В городе был специальный санаторий, где отдыхали и поправляли здоровье советские космонавты.
В 1950—1956 и 1962—1991 годах Пярну был центром Пярнуского района.
- Пярну, река Сауга. 1985 год
- Пярнуский пляж. 1989 год

### В современной Эстонии
После восстановления независимости Эстонии многие улицы в Пярну были переименованы (те названия, которые были связаны с деятелями коммунистической партии и советскими понятиями).
| Старое название | Новое название             |
| --- | -------------------------- |
| Ул. Калеви | Ул. Рюйтли / Rüütli        |
| Ул. Кингисеппа названа в честь революционера Виктора Кингисеппа (1888—1922)                                          | Ул. Кунинга / Kuninga      |
| Ул. Ныукогуде (Советская)                                                                                            | Ул. Супелусе / Supeluse    |
| Ул. Барбарусе, названа в честь поэта и государственного деятеля Эстонской ССР Иоханнеса Вареса-Барбаруса (1890—1946) | Ул. Пюхавайму / Pühavaimu  |
| Ул. Комсомоли | Ул. Эспланади / Esplanaadi |
| Аллея Ленина | Ул. Пикк / Pikk            |
| Ул. Выйду (Победы)                                                                                                   | Ул. Николай / Nikolai      |
| Ул. 9 Мая | Ул. Мая / Mai              |
| Ул. Бориса Кумма | Ул. Лыуна / Lõuna          |

Система санаториев, существовавшая в советский период, распалась. Часть зданий была приватизирована, часть осталась в ведении городских властей. Дальнейшее развитие курорта зависело от инициативы и способности местной власти. В 1996-м году городу было присвоено звание летней столицы Эстонии.

## Население
По данным переписи населения 2011 года, в городе проживали 39 728 человек, из них 33 000 (83,1 %) — эстонцы.
Численность населения города по годам (с 2011 года — по данным Департамента статистики):
| 1543 | 1710 | 1810 | 1881  | 1897  | 1922  | 1934  | 1959  | 1970  | 1979  | 1989  | 2000  | 2009  | 2010  | 2011  | 2017  | 2021  | 2022  |
| ---- | ---- | ---- | ----- | ----- | ----- | ----- | ----- | ----- | ----- | ----- | ----- | ----- | ----- | ----- | ----- | ----- | ----- |
| 1200 | 519  | 5740 | 12966 | 12898 | 18499 | 20334 | 22367 | 50224 | 54051 | 53885 | 46476 | 44024 | 44083 | 39728 | 39620 | 38347 | 40225 |

## Климат
Климат Пярну характеризуется мягкой зимой и дождливым, прохладным летом. Относительная влажность воздуха — 81 % (от 71 % в мае до 88 % в ноябре—декабре).
| Показатель                    | Янв.  | Фев.  | Март  | Апр.  | Май  | Июнь | Июль | Авг. | Сен. | Окт. | Нояб. | Дек.  | Год   |
| ----------------------------- | ----- | ----- | ----- | ----- | ---- | ---- | ---- | ---- | ---- | ---- | ----- | ----- | ----- |
| Абсолютный максимум, °C       | 7,3   | 8,3   | 13,8  | 23,4  | 28,4 | 32,6 | 30,8 | 30,7 | 27,6 | 22,4 | 12,6  | 7,8   | 32,6  |
| Средний суточный максимум, °C | −3    | −2,6  | 1,2   | 7,5   | 15,6 | 20,0 | 21,1 | 20,0 | 15,0 | 9,5  | 3,5   | −0,7  | 8,9   |
| Средняя температура, °C       | −5,7  | −5,8  | −2,2  | 3,4   | 10,8 | 15,5 | 17,2 | 16,2 | 11,7 | 6,9  | 1,6   | −2,9  | 5,5   |
| Средний суточный минимум, °C  | −8,5  | −8,7  | −5,3  | 0,4   | 6,7  | 11,2 | 13,4 | 12,8 | 8,7  | 4,4  | −0,4  | −5,5  | 2,4   |
| Абсолютный минимум, °C        | −32,7 | −33,4 | −23,9 | −12,6 | −2,3 | 1,6  | 6,4  | 2,6  | −3,1 | −7,6 | −15,9 | −34,5 | −34,5 |
| Норма осадков, мм             | 44    | 29    | 36    | 39    | 38   | 48   | 75   | 75   | 72   | 71   | 73    | 60    | 660   |
| Источник: «EMHI»              |       |       |       |       |      |      |      |      |      |      |       |       |       |

| Показатель                    | Янв.  | Фев.  | Март  | Апр.  | Май  | Июнь | Июль | Авг. | Сен. | Окт.  | Нояб. | Дек.  | Год   |
| ----------------------------- | ----- | ----- | ----- | ----- | ---- | ---- | ---- | ---- | ---- | ----- | ----- | ----- | ----- |
| Абсолютный максимум, °C       | 7,7   | 8,3   | 13,8  | 26,2  | 30,5 | 32,6 | 31,6 | 31,0 | 28,0 | 22,4  | 12,0  | 7,9   | 32,6  |
| Средний суточный максимум, °C | −1,5  | −1,7  | 2,0   | 8,4   | 15,9 | 19,9 | 21,7 | 20,5 | 15,1 | 9,4   | 3,5   | 0,0   | 9,4   |
| Средняя температура, °C       | −3,9  | −4,7  | −1,2  | 4,1   | 11,1 | 15,4 | 17,5 | 16,5 | 11,5 | 6,6   | 1,5   | −2,1  | 6,0   |
| Средний суточный минимум, °C  | −6,4  | −7,3  | −4    | 0,9   | 6,6  | 11,2 | 13,6 | 12,9 | 8,3  | 4,1   | −0,6  | −4,5  | 2,9   |
| Абсолютный минимум, °C        | −32,7 | −30,6 | −23,9 | −10,7 | −3,5 | 1,6  | 5,7  | 4,2  | −3,1 | −10,3 | −18   | −34,5 | −34,5 |
| Норма осадков, мм             | 53,3  | 38,6  | 40,8  | 39,5  | 37,2 | 62,4 | 78,1 | 72,3 | 69   | 77,5  | 74,9  | 67,7  | 711,3 |
| Источник: «EMHI»              |       |       |       |       |      |      |      |      |      |       |       |       |       |

| Показатель                    | Янв.  | Фев.  | Март  | Апр.  | Май  | Июнь | Июль | Авг. | Сен. | Окт.  | Нояб. | Дек.  | Год   |
| ----------------------------- | ----- | ----- | ----- | ----- | ---- | ---- | ---- | ---- | ---- | ----- | ----- | ----- | ----- |
| Абсолютный максимум, °C       | 9,0   | 8,3   | 18,1  | 26,2  | 31,2 | 32,6 | 33,2 | 31,8 | 28,0 | 22,4  | 12,0  | 10,3  | 33,2  |
| Средний суточный максимум, °C | −1,1  | −1,6  | 2,4   | 9,6   | 16,4 | 19,9 | 22,5 | 21,2 | 15,8 | 9,8   | 3,6   | 0,2   | 9,9   |
| Средняя температура, °C       | −3,5  | −4,5  | −1    | 4,8   | 11,4 | 15,2 | 18,0 | 16,9 | 11,9 | 6,9   | 1,6   | −1,9  | 6,3   |
| Средний суточный минимум, °C  | −5,9  | −7,2  | −4    | 1,1   | 6,6  | 10,8 | 13,7 | 13,0 | 8,5  | 4,2   | −0,5  | −4,4  | 3,0   |
| Абсолютный минимум, °C        | −32,7 | −28,5 | −22,7 | −10,7 | −3,6 | 1,6  | 4,0  | 3,7  | −3,1 | −10,3 | −22,2 | −24,2 | −32,7 |
| Норма осадков, мм             | 60    | 44    | 44    | 37    | 37   | 73   | 79   | 79   | 67   | 83    | 75    | 67    | 746   |
| Источник: «EMHI»              |       |       |       |       |      |      |      |      |      |       |       |       |       |

| Показатель                                | Янв.  | Фев.  | Март | Апр.  | Май  | Июнь | Июль | Авг. | Сен. | Окт.  | Нояб. | Дек.  | Год   |
| ----------------------------------------- | ----- | ----- | ---- | ----- | ---- | ---- | ---- | ---- | ---- | ----- | ----- | ----- | ----- |
| Абсолютный максимум, °C                   | 9,0   | 8,2   | 18,1 | 26,2  | 31,2 | 31,0 | 33,3 | 31,8 | 28,0 | 20,4  | 12,6  | 10,3  | 33,3  |
| Средний суточный максимум, °C             | −0,8  | −1    | 3,0  | 10,2  | 16,7 | 20,2 | 23,0 | 21,8 | 16,6 | 9,9   | 4,3   | 1,1   | 10,4  |
| Средняя температура, °C                   | −3    | −3,7  | −0,5 | 5,4   | 11,4 | 15,4 | 18,3 | 17,2 | 12,5 | 6,8   | 2,2   | −0,9  | 6,8   |
| Средний суточный минимум, °C              | −5,5  | −6,6  | −3,7 | 1,2   | 6,1  | 10,7 | 13,6 | 12,8 | 8,6  | 3,8   | 0,0   | −3,1  | 3,2   |
| Абсолютный минимум, °C                    | −28,9 | −30,6 | −22  | −11,3 | −4,7 | 0,9  | 4,0  | 3,7  | −3,5 | −10,3 | −22,2 | −24,2 | −30,6 |
| Норма осадков, мм                         | 61    | 49    | 43   | 40    | 39   | 78   | 74   | 84   | 61   | 83    | 73    | 71    | 761   |
| Источник: «Агентство по окружающей среде» |       |       |      |       |      |      |      |      |      |       |       |       |       |

## Экономика
Согласно официальным данным налогового управления Эстонии, в городе действовали 4343 частных предприятия (на 1 января 2005 г.). Средняя зарплата составляла 8256 крон (на декабрь 2005 г.). В 2004 г. было создано 376 новых рабочих мест.
Распределение бизнесов по отраслям на 2004 г.: торговля — 28 %, Финансы и торговля недвижимостью — 23 %, Промышленность — 9 %, Транспорт и связь — 8 %, Строительство — 6 %, Гостиницы и рестораны — 4 %, Образование и культура — 5 %, Лесное хозяйство — 3 %, Энергетика и топливо — 0,3 %.
Пярнуский пивзавод (эст. Pärnu Õlu) был основан в 1879 г. и был одним из крупнейших в Эстонии. В 1994 г. завод был приватизирован и получил новое название «АО Puls Brewery». В советский период Пярнуская промышленность славилась на всю страну производством мебели и лыж. Пярнуский рыбокомбинат (крупнейший в Прибалтике) производил лучшие в СССР шпроты.

## Транспорт
В Пярну действовали 23 внутригородских автобусных маршрута. В год перевозилось 24 209 000 пассажиров (данные на 1 января 2005 г.).
Пярнуский аэропорт обслуживал ежегодно около 5000 пассажиров, Количество полётов с 2000 г. по 2004 г. несколько выросло (с 928 до 1155 в год).
На 1 января 2005 г. в городе было зарегистрировано 14 075 легковых автомобилей, 228 автобусов, 2454 грузовых автомобилей, 336 мотоциклов и 1443 большегрузных автомобилей. По данным на 2022 год городские линии обслуживает AS SEBE и ATKO Group.
Междугородный транспорт представлен железной дорогой (тупиковый остановочный пункт Пярну, от которого дважды в день отправлялся дизель-поезд на Таллин, следовавший через узловую станцию Лелле, где можно было пересесть на дизель-поезд до Вильянди).
В 2018-м году, 8 декабря, движение поездов до станции Пярну было прекращено. По официальной информации от оператора железнодорожных составов Elron, это связано с плохим состоянием железнодорожного полотна на  участке Лелле-Пярну и отсутствием средств на ремонт. Ожидается, что снова железнодорожное сообщение с городом возобновится в 2026-м году, когда будет проложена линия Rail Baltica. В качестве компенсации от станции Лелле до Пярну были запущен автобусный маршрут.

## Спорт

### Футбол
Пярнуская футбольная команда «Вапрус» в 2006 году дебютировала в высшей лиге Эстонии и заняла седьмое место. Команда, по сведениям газеты «Пярнуский экспресс», переживает финансовые трудности. В Советское время пярнуская футбольная команда «Калев» выступала не менее удачно и постоянно участвовала в высшей лиге республики.

### Волейбол
Пярнуская команда ESS Falck Pärnu, выступая в 2007 году в объединённом чемпионате стран Прибалтики, занимает шестое место.

### Пярнуские шахматные турниры
В Пярну регулярно проводились турниры с участием ведущих шахматистов СССР. Среди участников можно назвать экс-чемпиона мира Михаила Таля, экс-чемпионку мира Нону Гаприндашвили, претендентов на звание чемпиона мира Давида Бронштейна и Пауля Кереса, ведущих гроссмейстеров, экс-чемпионов СССР Леонида Штейна и Бориса Гулько.

## Музеи города
- Пярнуский краеведческий музей был создан «Обществом любителей старины», основанным в 1895 г., с целью исследования и сохранения местной истории. В 1909 г. музей переехал в здание на ул. Элеванди 7, которое сгорело в сентябре 1944 г. во время Второй мировой войны. Коллекция также сильно пострадала во время пожара. Во время Советского периода музей переехал в здание на ул. Рюйтли 53. В 1971 г. была открыта новая постоянная экспозиция и здание модернизировано. Предполагается расширение музея в связи с ростом коллекции. В 2012 г. музей переехал в здание на ул. Айда, 3.
- Дом-музей Л. Койдулы является филиалом краеведческого музея. Мемориальный музей основоположницы эстонской литературы Лидии Койдулы расположен в школьном здании XIX века в районе Юлеыйе (ул. Яннсени, 37).
- Городская галерея открыта в помещении концертного зала.
- Пярнуский музей современного искусства находится в здании бывшего горкома КПСС. Музей открыт в 1992 г. и носит имя Чарли Чаплина, так как создатели музея, по их словам, имеют ту же цель и разносторонние интересы. Кроме выставок, в музее проводятся кинофестивали, концерты, конференции и т. д. Музеем руководят члены совета директоров из таких городов, как Таллин, Хельсинки, Нью-Йорк… Руководителем музея является кинодокументалист Марк-Тоомас Соосаар. Сейчас в коллекции находятся работы таких мастеров, как Пикассо, Йоко Оно, Жан Рустен и др.
- Дом художников.
- Театральная галерея расположена в здании театра «Эндла».
- Κрасная Башня.

## Достопримечательности
- Ратуша (ул. Уус, 4 / ул. Николай, 3) — здания построены в 1797 году в стиле классицизма и вначале использовались как жилые дома. В 1806 году в одном из них останавливался император Александр I. С 1839 года в зданиях разместилась ратуша. Пристройка появилась в 1911 году. Во времена Советской власти в зданиях располагался горсовет.
- Церковь Екатерины (архитектор Пётр Егоров) — построена для Перновского гарнизона в 1768 году по распоряжению императрицы Екатерины II, посетившей город. Церковь является наиболее богатой барочной церковью Эстонии. Архитектура церкви оказала влияние на архитектуру других православных церквей Прибалтики.
- Церковь Елизаветы (ул. Николай, 22; архитекторы Иоганн Генрих Вюльберн и Иохим Генрих Гютербок[11] — оба из Риги) — построена в 1744—1747 годах и также в стиле барокко. Церковь была освящена в 1750 году. Поскольку императрица Елизавета Петровна финансировала строительство, церковь получила её имя. В 1850 году были достроены неоготические элементы в интерьере. Алтарь был завершён в 1854 году. В 1893 году было достроено южное крыло. Орган был построен в 1929 году и является одним из лучших в Эстонии.
- Таллинские ворота — сохранились с XVII века. Были частью фортификационных сооружений, до 1710 года носили имя Карла Густава. После ликвидации в XIX веке военных укреплений было решено сохранить Таллинские Ворота, два бастиона и крепостной вал.
- Холм Мунамяги — сохранившаяся часть бастиона Меркурия. В начале XX века на вершине холма располагалось кафе со смотровой площадкой.
- Валикяэр (крепостной вал) — также остатки укреплений. На месте бастиона Луны в 1970 году была построена открытая эстрада, а позднее — навес и кафе.
- Красная башня — сохранилась от тюрьмы XV века ганзейского города Новый Пернау. Ранее башня была облицована красным кирпичом, что и дало название сооружению. Ранее башня была четырёхэтажной с 6-метровым подземным этажом. В 1780 году башня была перестроена и с тех пор является трёхэтажной. В 1893—1908 годах использовалась для размещения архива. В 1973—1980 годах проведены реставрационные работы, но облицовка не восстановлена.
- Жилое здание (ул. Рюйтли 21/23) — дом купца К. Х. Мора, построен в 1681 году. В 1710 году в доме останавливался шведский король Карл XII. На фронтоне расположена подкова, найденная поблизости в 1700 году. В 1764 году в доме останавливалась Екатерина II. В настоящее время является зданием муниципалитета.
- Два мола общей протяжённостью 5 км уходят в море примерно на 2 км. Они были построены в устье реки Пярну в 1863—1864 годах. При отливе видны остатки деревянных молов, сооружённых в 1804—1811 годах. Мол на левом берегу реки стал символом города.
- Вилла «Амменде», построенная в 1905 году, является лучшим образцом раннего модерна в Эстонии. Авторы проекта — Фёдор Фёдорович Миритц[фин.] и И. И. Герасимов. В 1927—1935 годах в здании работало казино, а после Второй мировой войны — клуб и библиотека. Также некоторое время в здании располагалось физиотерапевтическое отделение санатория «Сыпрус». Здание было отреставрировано, и в 1999 году в нём открылись гостиница и ресторан.
- Грязелечебница Пярну, которая была построена в 1926—1927 годах на месте сгоревшего в ходе Первой Мировой войны плавательного учреждения, чья история началась ещё в 1838 году. Авторами проекта здания грязелечебницы, построенного на месте сгоревшего, являются архитекторы Олев Сийнмаа, Эрик фон Вёльфельдт и Александер Нюрнберг. Здания грязе- и водолечебниц были возведены в два этапа: первый пришёлся на 1929—1930 годы, второй – на 1935—1936 гг. Выдержанное в неоклассическом стиле здание структурировано тремя ризалитами. Оформлением внутреннего убранства грязелечебницы занимался Олев Сийнмаа. Автором фасадной пластики здания является скульптор Вольдемар Меллик. Перед центральной частью грязелечебницы разбита круговая цветочная аллея, в центре которой установлен фонтан со скульптурой. В настоящее время в здании находится центр спа-услуг Hedon SPA.
- Гостиница Rannahotell построена в 1937 году на берегу Пярнуского залива; здание признано одним из шедевров эстонского функционализма.
- Телемачта Пярну возведение мачты было завершено в 1963 году. После завершения её высота составила 196 м, и в то время это было самое высокое сооружение в Эстонии.

## Культурные события

### Фестиваль оперной музыки
- PromFest  (аббревиатура от эст. Pärnu Rahvusvaheline Ooperimuusika Festival) — Международный фестиваль оперной музыки. Проходит в городе каждый нечётный год, начиная с 2005 года. Программа фестиваля рассчитана на молодых исполнителей и зрителей и состоит из четырёх частей: конкурс для молодых оперных певцов, оперная постановка, мастер-классы и концерты.

## Памятники и мемориалы
- Памятник поэтессе Лидии Койдуле, скульптор Амандус Адамсон (1929).
- Памятник шахматисту Паулю Кересу, скульптор Маре Микков (открыт в 1996 г.).
- Памятник композитору Раймонду Валгре. Установлен в 2003 году (скульптор Райт Пярг).
- Памятник учёному-физику Георгу Вильгельму Рихману (открыт в 2011 г.).
- Памятник Победы в Освободительной войне 1918—1920 гг. (открыт в 1923 г., демонтирован в 1945 г., восстановлен в 1993 г.).
- Памятник еврейским детям, убитым нацистами и их приспешниками в Пярнуской синагоге 2 ноября 1941 года (установлен в 2009 г.).
- Памятник Густаву Фаберже (установлен 3 января 2015 года перед Пярнусским концертным холлом, подарок городу от Александра Тензо, скульптор Евгений Бурков).
- Памятник Оскару Бракману — городскому голове в 1879—1915 годах, положившему начало плановому развитию Пярну как курортного города (скульптор — Мати Кармин). Установлен в 1991 году.
- Памятник Йохану Вольдемару Яннсену — эстонскому журналисту и поэту, отцу поэтессы Лидии Койдулы. Установлен в 2007 году.
- Памятник эстонскому писателю Аугусту Якобсону. Установлен в 1973 году.
- Памятник участникам войны за независимость Эстонии на кладбище Алеви.

## Почётные граждане города
- Фёдор Мартенс — российский юрист-международник (1901).
- Константин Пятс — первый президент Эстонии (1934).
- Неэме Ярви — эстонско-американский дирижёр (2007).
- Юри Яансон — советско-эстонский спортсмен по гребле (2009).